# Les Frères Megri
Les Frères Megri, groupe musical marocain d'origine marocaine 
, des années 60 et années 70, fondé par Hassan Megri. Les frères Megri (Hassan, Mahmoud , Younes et Jalila) étaient les protagonistes d'un certain pop-romantique au Maroc. Le groupe est devenu très célèbre par leur chanson « Lili Touil » ( « ma nuit est longue » ). Tout en évoluant en solo, ils développèrent un style distingué. Di-ram-dam est l'une de leurs ballades les plus connues et fait partie de leurs classiques, fredonnée encore par toute une génération de marocains.